# Nanushukella
Nanushukella es un género de foraminífero bentónico considerado un sinónimo posterior de Conorboides de la familia Conorboididae, de la superfamilia Conorboidoidea, del suborden Robertinina y del orden Robertinida. Su especie tipo era Nanushukella umiatensis. Su rango cronoestratigráfico abarcaba el Albiense (Cretácico inferior).

## Clasificación
Nanushukella incluía a la siguiente especie:
- Nanushukella umiatensis †